# カテリーナ・マヌーキアン
カテリーナ・マヌーキアン（Catherine Manoukian, 1981年6月2日 - ）は、カナダのヴァイオリニスト。
オンタリオ州トロント生まれ。アルメニア人の父とロシア・ドイツ系日本人の母を持つ。両親共にカナダに移民するまでは、母国でオーケストラのコンサートマスター及び副コンサートマスターを務めていた。夫は指揮者のステファン・ソリヨム。

## 経歴
幼少時より、プロのヴァイオリニストでありヴァイオリン講師である両親よりヴァイオリンの手ほどきを受け、4歳でステージデビューを果たす。12歳の時にカナダ音楽コンクールで優勝し、同年にバンクーバー交響楽団とパガニーニのヴァイオリン協奏曲第1番を共演し、オーケストラデビューを果たす。1994年から2000年まではニューヨークでドロシー・ディレイに個人教授を受ける。
音楽学校などには在籍したことがなく、普通高校を経てトロント大学を卒業後、同大学の大学院博士課程で哲学を専攻した。
CBCラジオ (en) ・オーケストラ（カナダ）、カルガリー・フィルハーモニー管弦楽団、ボストン・ポップス管弦楽団、東京交響楽団、東京フィルハーモニー交響楽団、大阪センチュリー交響楽団、アルメニア・フィルハーモニー管弦楽団など、世界を代表するオーケストラ、またマリオ・ベルナルディ、ユッカ＝ペッカ・サラステ、ロイ・グッドマン、西本智実、金聖響など世界的に有名な指揮者とも共演している。

## 使用楽器
1861年製のヴィヨーム（Vuillaume）。弓はユージン・サルトリー、弦は全てドミナントを使用している。

## ディスコグラフィ
- エレジー&ラプソディー (1999年7月7日)
- ショパン・オン・ヴァイオリン (1999年7月7日)
- リリシズム (2001年12月5日)
- ハチャトゥリアン：ヴァイオリン協奏曲、ショスタコーヴィッチ：ヴァイオリン協奏曲第1番イ短調Op.77 (2006年9月21日)